# Bagamoyo
Bagamoyo er en by i Tanzania, og var den oprindelige hovedstad i Tysk Østafrika, fra 1886 til 1891. Den var en af de vigtigste handelsposter på kysten af Østafrika, og udgangspunkt for mange af de mest berømte opdagelsesrejser i det 19. århundrede til det indre af kontinentet.
Blandt kendte opdagelsesrejsende som drog gennem byen kan nævnes Richard Francis Burton, John Hanning Speke, Henry Morton Stanley og James Augustus Grant. Efter at David Livingstone døde blev hans lig hans fragtet til England, på vejen lå det i tårnet i den gamle kirk i byen, mens følget ventede på højvande for at fragte det videre til Zanzibar. Da Stanley og Emin Pasha kom til kysten i 1889, holdt den tyske guvernør i Bagamoyo, Hermann von Wissmann, en stor modtagelse for dem, under festen faldt Emin ud af et vindue og blev hårdt skadet.
I 1916, under første verdenskrig blev Bagamoyo udsat for britiske luftangreb og beskydning fra havet, tyskerne blev nedkæmpet og den tyske garnisonen taget til fange
I dag har byen 30.000 indbyggere, og er kandidat til UNESCOs liste over verdensarven.
Navnet Bagamoyo kommer fra swahili «Bwaga-Moyo», som betyder «læg dit hjerte». Dette opstod enten fordi slavetransporterne fra indlandet nåede kysten her («opgiv alt håb») eller fordi bærerne i elfenbenshandlen fra de store søer endelig kunne hvile («læg dit tunge læs og hvil»).